# Just Friends (brano musicale)
Just friends  è una canzone popolare composta da John Klenner e Sam M. Lewis e inciso per la prima volta nel 1932 dal cantante Russ Columbo, accompagnato dall'orchestra di Leonard Joy e lo stesso anno fu realizzata anche un'altra versione da Ben Selvin e la sua orchestra. 

## Significato
Il tema del testo è quello di una storia d'amore finita, che si è trasformatao in una semplice amicizia.

## Discografia
- Chet Baker - Chet Baker Sings and Plays
- Billie Holiday - The Complete Billie Holiday Verve 1945 - 1959
- Irene Kral - Better Than Anything (1963)
- Charlie Parker - Charlie Parker with Strings
- Jimmy Smith - House Party Blue Note 1957
- Frank Sinatra - No One Cares (1959)
- Lou Donaldson - LD + 3 Blue Note 1960
- Bobby Darin - "Love Swings" (1961)
- Julian Priester - Keep Swingin' (Riverside)
- Pat Martino - El Hombre
- Booker Ervin - The Song Book (Prestige)
- Richard "Groove" Holmes - The Groover! (Prestige)
- Don Patterson con Booker Ervin - Tune Up! (Prestige)
- Sonny Stitt - Tune-Up! (Cobblestone)
- Zoot Sims / Harry "Sweets" Edison - Just Friends (Pablo 1978)
- Ted Greene - Solo Guitar
- Larry Coryell - Toku Do Muse Records – MCD 5350 (1988)
- Stan Getz e Chet Baker - Line for Lyons (1987)
- Dee Dee Bridgewater - In Montreux (1990)
- Jerry Vale - I Remember Russ
- Scatman John - Listen to the Scatman
- Oscar Peterson - Oscar Peterson Meets Roy Hargrove and Ralph Moore (1996)
- Eliane Elias - Eliane Elias Plays Live e I Thought About You
- Wynton Marsalis - Live at the House of Tribes (2002)

## Nel cinema
- Abbasso la pappa, nel film del 1933 di Robert McGowan è interpretata dall'attore bambino Tommy Bond